# Суррогатный ключ
Суррога́тный ключ — понятие теории реляционных баз данных.
Это дополнительное служебное поле, добавленное к уже имеющимся информационным полям таблицы, единственное предназначение которого — служить первичным ключом. Значение этого поля не образуется на основе каких-либо других данных из БД, а генерируется искусственно.

## Пример
Пусть у нас есть две таблицы — «Люди» (person) и «Квитанции» (bill). Человек идентифицируется четырьмя полями — фамилия, имя, отчество, дата рождения. В таблице «Квитанции» указано, кому именно она адресована.
```
person
name1  | name2 | name3    | birth_date | address
---------------------------------------------------------
Иванов | Иван  | Иванович | 1 янв 1971 | ул. Википедии, 1
```

```
bill
person_name1  | person_name2 | person_name3 | person_birth_date | date       | amount  | is_paid
------------------------------------------------------------------------------------------------
Иванов        | Иван         | Иванович     | 1 янв 1971        | 1 фев 2011 | 2000.00 | да
Иванов        | Иван         | Иванович     | 1 янв 1971        | 1 мар 2011 | 1000.00 | нет
```

Добавив к обеим таблицам техническое числовое поле (часто называемое «id»), получаем такую базу.
```
person
id    | name1  | name2 | name3    | birth_date | address
-----------------------------------------------------------------
12345 | Иванов | Иван  | Иванович | 1 янв 1971 | ул. Википедии, 1
```

```
bill
id    | person_id | date       | amount  | is_paid
--------------------------------------------------
56789 | 12345     | 1 фев 2011 | 2000.00 | да
67890 | 12345     | 1 мар 2011 | 1000.00 | нет
```

Теперь квитанции ссылаются не на «Иванова Ивана Ивановича, родившегося 1 января 1971 года», а на «человека № 12345».

## Реализация
Как правило, суррогатный ключ — это просто числовое поле, в которое заносятся значения из возрастающей числовой последовательности. Это может делаться при помощи триггеров или последовательностей. В ряде СУБД (например, PostgreSQL, Sybase, MySQL или SQL Server) существует специальный тип данных для таких полей — числовое поле, в которое при добавлении записи в таблицу автоматически записывается уникальное для этой таблицы числовое значение — так называемый автоинкремент (англ. autoincrement) или serial в терминологии PostgreSQL.
В случае, если база данных потенциально может использоваться в репликации, числовое поле не может обеспечить уникальность, и для обеспечения уникальности в качестве суррогатных первичных ключей используют UUID в той или иной форме.

## Причины использования
Неизменность. Главное достоинство суррогатного ключа состоит в том, что он практически никогда не меняется, поскольку не несёт никакой информации из предметной области и, следовательно, в минимальной степени зависит от изменений, происходящих в ней. Для изменения суррогатного ключа обычно требуются экстраординарные обстоятельства (см. ниже причину «гибкость»).
Атрибуты естественного ключа время от времени могут меняться — например, человек может изменить имя или фамилию, получить новый паспорт взамен потерянного. В этом случае возникает необходимость так называемых «каскадных изменений» — при изменении значения естественного ключа для сохранения ссылочной целостности система должна внести соответствующие изменения во все значения внешних ключей, ссылающихся на изменяемый. В больших базах данных это может приводить к существенным накладным расходам.
Гарантированная уникальность. Далеко не всегда можно гарантировать то, что уникальность естественного ключа не будет скомпрометирована с течением времени. Различные внешние факторы могут приводить к тому, что естественный ключ, ранее уникальный, в новых обстоятельствах может уникальность утратить. Суррогатный ключ свободен от этого недостатка.
Гибкость. Поскольку суррогатный ключ неинформативен, его можно свободно заменять. Допустим, сливаются две фирмы со сходной структурой БД; сотрудник идентифицируется сетевым логином. Чтобы в полученной БД ключ оставался уникальным, приходится добавлять в него дополнительное поле — «из какой фирмы пришёл». В случае с суррогатными ключами достаточно выдать сотрудникам одной из фирм новые ключи.
Эффективность. Как показано в примере выше, ссылки удобнее хранить в виде целых чисел, чем в виде громоздких естественных ключей. К тому же запрос
```
SELECT

  
*

FROM

  
person

  
INNER
 
JOIN
 

  
bill

    
ON
 
person
.
id
 
=
 
bill
.
person_id
;

```

компактнее и быстрее, чем
```
SELECT

  
*
 

FROM

  
person
 
AS
 
p

  
INNER
 
JOIN
 

  
bill
 
AS
 
b

    
ON
 
p
.
name1
 
=
 
b
.
person_name1
 
AND
 

       
p
.
name2
 
=
 
b
.
person_name2
 
AND
 

       
p
.
name3
 
=
 
b
.
person_name3
 
AND
 

       
p
.
birth_date
 
=
 
b
.
person_birth_date
;

```

Упрощение программирования. Некоторые программистские задачи можно отвязать от структуры БД, например, таким образом.
```
function
 
getId
(
$aTableName
,
 
$aFieldName
,
 
$aFieldValue
)

{

  
$sqFieldValue
 
=
 
mysql_real_escape_string
(
$aFieldValue
);

  
$qry
 
=
 
<<<
QQQ

SELECT id

FROM `$aTableName`

WHERE `$aFieldName`='$sqFieldValue';

QQQ
;

  
if
 
(
!
(
$result
 
=
 
mysql_query
(
$qry
)))
 
die
(
mysql_error
());

  
if
 
(
!
(
$ar
 
=
 
mysql_fetch_array
(
$result
)))
 
return
 
null
;

  
return
 
$ar
[
0
];

}

```

Этот код на PHP, динамически типизированном языке, уже предполагает, что ключевое поле всего одно. На традиционных языках наподобие C++ или Java ключ должен быть не просто одним полем, а полем какого-то заранее известного типа. Поэтому реляционно-объектные отображения (ORM) рассчитывают на то, что ссылки на объект являются числами или GUID’ами.

## Недостатки
Уязвимости генераторов ключей. Например, по номерам ключей можно узнать, сколько записей появилось в БД за некоторый период.
Неинформативность. Усложняется ручная проверка БД, появляются INNER JOIN там, где без них можно обойтись. По этой причине в полях перечисляемого типа часто используют ключи в виде коротких строк.
```
athlete                                country
id | name1    | name2 | country_id     id  | name
---+----------+-------+-----------     ----+-------
A1 | Иванов   | Иван  | RUS            RUS | Россия
А2 | Ананд    | Виши  | IND            CHN | Китай
A3 | Ли       | Брюс  | CHN            IND | Индия
```

Иногда данные по своей природе подлежат переносу из базы в базу (например, между локальной и централизованной БД, экспериментальным и рабочим вариантом). Принимая новые данные, СУБД должна сгенерировать для них свои суррогатные ключи.
Склоняет администратора пропустить нормализацию. Добавить суррогатные ключи проще, чем правильно, с учётом дублирования и соотношений «1:∞» разбить БД на таблицы и проставить уникальные индексы.
Вопросы оптимизации. СУБД приходится поддерживать два индекса, суррогатный и естественный. Как сказано выше, могут появляться INNER JOIN там, где они не нужны.
Невольная привязка разработчика к поведению генератора ключей в конкретной СУБД. Например, разработчик может предполагать, что сообщение с меньшим ключом появилось раньше.